# Bête Noire
A Bête Noire a Fekete tükör című brit sci-fi sorozat huszonkilencedik epizódja, amit a sorozat showrunnere, Charlie Brooker írt és Toby Haynes rendezett. 2025. április 10-én mutatta be a Netflix, a hetedik évad többi részével egyszerre. A cselekmény főszereplője Marla, az élelmiszermérnök, aki furcsa változásokat tapasztal a valóságban, miután az egyik régi osztálytársnője dolgozni kezd náluk.

## Cselekmény
Marla egy csokoládégyártó cégnél dolgozik a kutatási és fejlesztési osztályon, ahol folyamatosan új recepteket talál ki. Egy nap, amikor a legújabb kreálmányát kóstoltatja egy kontrollcsoporttal, megjelenik késve egy nő, Verity, aki azt állítja, hogy ő maga is a csapat tagja. Marla csokoládéját, amely miszó alapú, a kóstolók rémesnek találják, de Verity meggyőzi őket, hogy kóstolják meg újra és akkor jobb lesz, és ezután már mindenkinek tetszik.
Később összefutnak a mosdóban is: Marla meggyőződik róla, hogy Verity egy régi osztálytársnője, akit már nagyon régen nem látott. A nő közli vele, hogy náluk fog dolgozni - annak ellenére is, hogy Marla tudja, hogy most nincs náluk üresedés. Másnap Verity már ott ül a többiek között és gyorsan beilleszkedik. Marla egyre furcsább dolgokat tapasztal: bizonyos dolgok, amikre határozottan emlékszik, kiderül, hogy egyáltalán nem úgy vannak, sőt mindenki azt állítja, hogy mindig is úgy voltak, és Marla téved. Egy idő után ezek az apró tévedések kikezdik a munkahelyén a megítélését is. Egyik reggel konfrontálódik Verityvel, és rájön, hogy ki is ő: az iskolában meglehetősen visszahúzódó volt, és nagyon szerette a számítástechnikát. A többi lány csúfolta, és elterjesztettek róla egy pletykát, hogy szexuális viszonya van az egyik tanárukkal, ami miatt Tehenészlánynak gúnyolták. Marla hiába próbálja neki azt mondani, hogy a gyerekek gonoszak és hogy sajnálja, Verity láthatóan gyűlöli még mindig emiatt. Marla döbbenten fedezi fel, hogy miután Verity a szeme láttára megitta egyikük mandulatejét, a munkatársaik előtt ráfogja, hogy ő tette - és a kamerafelvételeken valóban ez látszik. Marla hitetlenkedve kiált fel, hogy ő meg se ihatja azt, mert hiszen mogyoróallergiája van - döbbenetére azonban a többiek azt mondják, hogy ilyesmi nem létezik, és amikor rákeresnek az interneten, ott sem szerepel ilyesmi. Marla rárámad Verityre, ami miatt kirúgják.
Miután felfedezte, hogy Verity állandóan a nyakláncával babrál, feltételezi, hogy ennek is köze lehet ahhoz, ami vele történik. Betör a nő házába, ami tele van hatalmas szuperszámítógépekkel. Rálel a nyakláncra, de Verity felfedezi őt. Közli vele, hogy miután elvégezték az iskolát, ő továbbra is a számítástechnikával foglalkozott, és megépítette ezt a hatalmas kvantumszámítógépet, amely valós időben hajlítja meg a világot, hogy egy olyan idővonalat mutasson, amiben Verity bármit mond, az igaz. Mindezt pedig bosszúból teszi, azért, amilyen megaláztatást el kellett szenvednie. Az egyik zaklatóját már az őrületbe kergette ezzel, és ő öngyilkos is lett, és most Marlával akarja ugyanezt tenni. Marla rátámad, de ő megváltoztatja a valóságot, és rendőrök érkeznek, hogy letartóztassák. De még mielőtt elfognák a rendőrök, megszerzi egyikük pisztolyát és agyonlövi Verity-t. Ezután megszerzi a nyakláncot és a nő ujjlenyomatát felhasználva átprogramozza azt, hogy csak rá hallgasson. Miután átírja a valóságot úgy, hogy a rendőrök azt higgyék, hogy valójában Verity volt a támadó, rájön, mekkora hatalom van a kezében, és végül az univerzum császárnőjévé változtatja magát.

## Szereplők
| Szereplő  | Színész          | Magyar hang      |
| --------- | ---------------- | ---------------- |
| Marla     | Siena Kelly      | Lamboni Anna     |
| Verity    | Rosy McEwen      | Földes Eszter    |
| Gabe      | Ben Bailey Smith | Varga Gábor      |
| Nick      | Ben Ashenden     | Posta Victor     |
| Kae       | Michael Workeye  | Ember Márk       |
| Camille   | Elena Sanz       | Sánta Annamária  |
| Luisa     | Hannah Griffiths | Laudon Andrea    |
| Yudy      | Amber Grappy     | Szabó Luca       |
| Mr. Ditta | Ravi Aujla       | Galbenisz Tomasz |

## Készítése
A Bête Noire egy francia kifejezés, amit általában valamilyen utálatos vagy visszatetsző dologra mondanak. A forgatókönyv kezdeti változatában Verity egy gyűrűt viselt volna, az epizód pedig emiatt "Az igazság gyűrűje" munkacímre hallgatott. Ezt később megváltoztatták, épp azért, mert túl sok mindent fedett volna fel.
Az epizód egy pszichológiai dráma, a végén tudományos-fantasztikus elemekkel. A valóság megváltoztatásának koncepciója nagyon emlékeztet a valóságban is létező gaslighting-ra, amely egy pszichológiai manipuláció.

## Forráshivatkozások
1. ↑  ‘Bête Noire’: The ending of the ‘Black Mirror’ Season 7 episode explained (angol nyelven). TODAY.com, 2025. április 10. (Hozzáférés: 2025. április 12.)
2. ↑  „Black Mirror’s ‘Bête Noire’ Ending Explained”, Netflix Tudum. [2025. április 10-i dátummal az eredetiből archiválva] (Hozzáférés: 2025. április 12.) (angol nyelvű)
3. ↑  Black Mirror Season 7: Bête Noire ending explained (angol nyelven). Dexerto, 2025. április 10. (Hozzáférés: 2025. április 12.)

## Fordítás
Ez a szócikk részben vagy egészben  a   Bête Noire (Black Mirror) című angol Wikipédia-szócikk ezen változatának fordításán alapul.  Az eredeti cikk szerkesztőit annak laptörténete sorolja fel. Ez a jelzés csupán a megfogalmazás eredetét és a szerzői jogokat jelzi, nem szolgál a cikkben szereplő információk forrásmegjelöléseként.